# Voluntas Montichiari
Le Voluntas Montichiari est un club de football italien, fondé en 1928.  Il est basé dans la ville de Montichiari, dans la province de Brescia, en Lombardie. . Ses couleurs sont bleu et rouge. En 2012, il remplace l'AS Carpenedolo Calcio.